# Comment le brigadier extermina les Frères d'Ajaccio
Comment le brigadier extermina les Frères d'Ajaccio (How the Brigadier Slew the Brothers of Ajaccio en version originale), est une nouvelle d'Arthur Conan Doyle mettant en scène le Brigadier Gérard. Elle est parue pour la première fois dans la revue britannique Strand Magazine en juin 1895, avant d'être reprise dans le recueil Les Exploits du Brigadier Gérard (The Exploits of Brigadier Gerard).
La nouvelle a été traduite en français par Géo Adam et publiée en mars 1898 dans l'hebdomadaire La Lecture n°25 sous le titre Comment le colonel débarrassa l'Empereur des frères d'Ajaccio. Le recueil complet des Exploits du Colonel Gérard traduit par Géo Adam est paru aux éditions Félix Juven en 1905. La nouvelle a également été traduite par Bernard Tourville en 1957 pour l'édition intégrale des œuvres d'Arthur Conan Doyle éditée par Robert Laffont, sous le titre Comment le brigadier extermina les Frères d'Ajaccio.

## Résumé
Peu après la signature du traité de Tilsit en 1807, Napoléon Ier revient en France et passe quelque temps à Fontainebleau où se trouve également une partie de ses troupes démobilisées.
Un matin, le colonel Lasalle remet à Étienne Gérard un ordre de convocation au cabinet de l'empereur pour le jour-même. L'empereur a en effet demandé à Lasalle de choisir parmi ses hussards un homme brillant pour l'action mais « qui ne pense pas trop », et de le faire venir à son cabinet sans préciser le motif de cette convocation. Lasalle a choisi Gérard. Ce dernier est à la fois étonné et honoré d'être ainsi convoqué chez l'empereur malgré son simple grade de lieutenant.

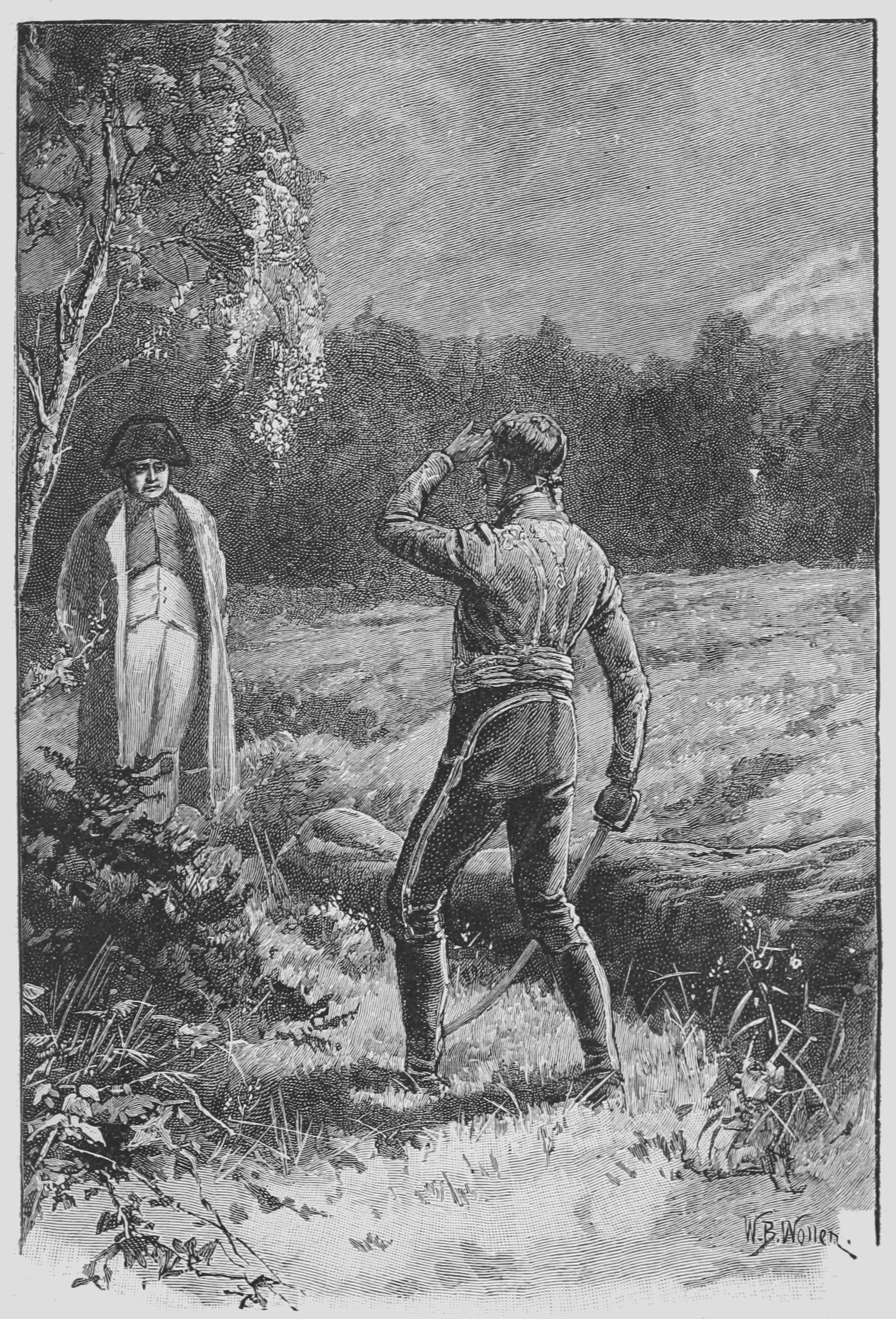
Napoléon Ier face à Étienne Gérard dans la forêt de Fontainebleau.

Lors de leur rencontre, Napoléon Ier explique simplement au lieutenant Gérard qu'il devra se rendre le soir-même en bordure de la forêt de Fontainebleau pour une mission secrète. Napoléon prévient Gérard qu'ils ne devront pas se parler le moment venu et qu'il devra être prêt à se servir de son sabre à la moindre alerte. L'empereur ordonne à Gérard de ne parler de cette mission à personne.
À l'heure dite, Gérard se rend en bordure de la forêt où l'attend l'empereur. Sans échanger la moindre parole, les deux hommes s'enfoncent dans la forêt où deux hommes les attendent. L'un d'eux se précipite alors sur Napoléon et lui enfonce un poignard dans le cœur avant que Gérard ait pu réagir. L'instant d'après, Gérard transperce de son sabre le corps du criminel puis poursuit le deuxième homme à travers la forêt jusqu'à le retrouver et le tuer dans un cabanon. Revenant en catastrophe sur le lieu du crime, Gérard trouve avec stupeur l'empereur qui se tient debout sans arborer la moindre blessure.
Ce dernier explique en quelques mots à Gérard que l'homme qui a été poignardé était un fidèle serviteur à la silhouette semblable à la sienne. Les deux hommes présents dans la forêt étaient quant à eux les deux chefs des Frères d'Ajaccio, une société corse dont Napoléon avait été membre dans sa jeunesse à l'époque de Pascal Paoli. Ayant cessé de respecter les règles de cette société, l'empereur avait reçu une lettre des Frères d'Ajaccio pour convenir d'une rencontre à Fontainebleau dont il avait anticipé les risques.
Après l'avoir félicité pour son attitude face aux deux criminels qui voulaient sa mort, l'empereur nomme le lieutenant Gérard au grade de capitaine au sein de son armée.